# Copa Intertoto de la UEFA 1999
La Copa Intertoto de la UEFA 1999 va ser la 39a edició de la Copa Intertoto i la 5a des que l'organitza la UEFA.

## Primera ronda
| Equip 1                 | Global | Equip 2                | Anada | Tornada |
| ----------------------- | ------ | ---------------------- | ----- | ------- |
| Vålerenga I.F.          | 1–2    | FK Ventspils           | 1–0   | 0–2     |
| PFC Spartak Varna       | 1–8    | K. Sint-Truidense V.V. | 1–2   | 0–6     |
| Polonia Warszawa        | 4–0    | Tiligul Tiraspol       | 4–0   | 0–0     |
| Pobeda                  | (p)4–4 | OD Trencin             | 3–1   | 1–3     |
| Rudar Velenje           | (c)2–2 | Halmstads BK           | 0–0   | 2–2     |
| Herfølge Boldklub       | 0–4    | MŠK Žilina             | 0–2   | 0–2     |
| FCM Bacău               | 0–2    | Ararat Yerevan         | 0–1   | 0–1     |
| Lokomotiv-96 Vitebsk    | 3–4    | NK Varteks             | 1–2   | 2–2     |
| Union Luxemburg         | 1–7    | Vasas SC               | 1–3   | 0–4     |
| Shelbourne FC           | 0–2    | Neuchâtel Xamax        | 0–0   | 0–2     |
| Ceahlăul Piatra Neamţ   | 2–0    | FK Ekranas             | 1–0   | 1–0     |
| SK Hradec Králové       | 1–1(p) | FC Gomel               | 1–0   | 0–1     |
| NK Hrvatski Dragovoljac | 1–2    | Newry Town             | 1–0   | 0–2     |
| Maccabi Haifa FC        | 2–2(c) | FK Karabakh            | 1–2   | 1–0     |
| Cementarnica 55 Skopje  | 8–2    | FC Kolkheti-1913 Poti  | 4–2   | 4–0     |
| Korotan Prevalje        | 0–6    | FC Basel               | 0–0   | 0–6     |
| NK Jedinstvo Bihać      | 3–1    | GÍ Gøta                | 3–0   | 0–1     |
| Aberystwyth Town FC     | 3–4    | Floriana FC            | 2–2   | 1–2     |
| ÍA Akranes              | 6–3    | KS Teuta               | 5–1   | 1–2     |
| FC Jokerit Helsinki     | 7–1    | Narva Trans            | 3–0   | 4–1     |

## Segona ronda
| Equip 1                        | Global | Equip 2                | Anada | Tornada |
| ------------------------------ | ------ | ---------------------- | ----- | ------- |
| Perugia                        | 1–0    | Pobeda                 | 1–0   | 0–0     |
| MSV Duisburg                   | 2–1    | Newry Town             | 2–0   | 0–1     |
| FC Basel                       | 4–2    | 1. FC Brno             | 0–0   | 4–2     |
| Cementarnica 55 Skopje         | 2–3    | Rostselmash            | 1–1   | 1–2     |
| S.K. Brann                     | 3–3(p) | NK Varteks             | 3–0   | 0–3     |
| Rudar Velenje                  | 2–4    | SC Austria Lustenau    | 1–2   | 1–2     |
| K.S.C. Lokeren Oost-Vlaanderen | 6–2    | ÍA Akranes             | 3–1   | 3–1     |
| MŠK Žilina                     | 2–4    | FC Metz                | 2–1   | 0–3     |
| FC København                   | 1–4    | Polonia Warszawa       | 0–3   | 1–1     |
| Hammarby IF                    | 6–2    | FC Gomel               | 4–0   | 2–2     |
| FK Ventspils                   | 1–3    | Kocaelispor            | 1–1   | 0–2     |
| FK Karabakh                    | 0–9    | Montpellier HSC        | 0–3   | 0–6     |
| Ararat Yerevan                 | 1–5    | K. Sint-Truidense V.V. | 0–2   | 1–3     |
| Neuchâtel Xamax                | 0–3    | Vasas SC               | 0–2   | 0–1     |
| FC Jokerit Helsinki            | 3–2    | Floriana FC            | 2–1   | 1–1     |
| Ceahlăul Piatra Neamţ          | 5–2    | NK Jedinstvo Bihać     | 2–1   | 3–1     |

## Tercera ronda
| Equip 1               | Global | Equip 2          | Anada | Tornada |
| --------------------- | ------ | ---------------- | ----- | ------- |
| RCD Espanyol          | 1–4    | Montpellier HSC  | 0–2   | 1–2     |
| Ceahlăul Piatra Neamț | 1–1(c) | Juventus FC      | 1–1   | 0–0     |
| Trabzonspor           | 4–2    | Perugia          | 1–2   | 3–0     |
| Heerenveen            | 4–0    | Hammarby         | 2–0   | 2–0     |
| West Ham United FC    | 2–1    | Jokerit          | 1–0   | 1–1     |
| Austria Lustenau      | 2–2(c) | Stade Rennais FC | 2–1   | 0–1     |
| Hamburger SV          | (c)3–3 | Basel            | 0–1   | 3–2     |
| Sint-Truiden          | 2–3    | Austria Wien     | 0–2   | 2–1     |
| Varteks               | 2–2(c) | Rostselmash      | 1–2   | 1–0     |
| Kocaelispor           | 0–3    | Duisburg         | 0–3   | 0–0     |
| Lokeren               | 2–2(c) | FC Metz          | 1–2   | 1–0     |
| Polonia Warszawa      | 4–1    | Vasas            | 2–0   | 2–1     |

## Quarta ronda
| Equip 1            | Global | Equip 2          | Anada | Tornada |
| ------------------ | ------ | ---------------- | ----- | ------- |
| MSV Duisburg       | 1–4    | Montpellier HSC  | 1–1   | 0–3     |
| Trabzonspor        | 3–6    | Hamburger SV     | 2–2   | 1–4     |
| Rostselmash        | 1–9    | Juventus FC      | 0–4   | 1–5     |
| Stade Rennais FC   | 4–2    | Austria Vienna   | 2–0   | 2–2     |
| West Ham United FC | 2–0    | Heerenveen       | 1–0   | 1–0     |
| FC Metz            | 6–2    | Polonia Warszawa | 5–1   | 1–1     |

## Cinquena ronda
| Equip 1            | Global  | Equip 2          | Anada | Tornada |
| ------------------ | ------- | ---------------- | ----- | ------- |
| Montpellier HSC    | (p) 2–2 | Hamburg          | 1–1   | 1–1     |
| Juventus FC        | 4–2     | Stade Rennais FC | 2–0   | 2–2     |
| West Ham United FC | 3–2     | FC Metz          | 0–1   | 3–1     |